# مشرفة الشيخ (الرقة)
مشرفة الشيخ قرية سورية تتبع ناحية مركز تل أبيض في منطقة تل أبيض في محافظة الرقة. بلغ عدد سكانها 135 نسمة في عام 2004 حسب إحصاء المكتب المركزي للإحصاء.